# Воскресенский собор (Елец)
Воскресе́нский (ста́рый) собо́р — утраченный православный храм в городе Ельце Липецкой области. Находился на перекрёстке современных улиц Октябрьская и Коммунаров, на Красной Площади, на месте нынешнего «памятника 850-летию Ельца». Разрушен коммунистами в 1931 году.

## История
Впервые деревянный соборный храм Воскресения Христова в Ельце упоминается в документах 1593 года. В том же году упомянут его причт: соборный поп большой, поп, диакон, дьячок, пономарь и проскурница.
В середине XVII века Воскресенская церковь не упоминается ни в одном из документов, возможно, она сгорела в одном из частых в то время пожаров. В это время функцию соборного храма выполняла Успенская церковь.
В 1676 году Воскресенская церковь как городской собор вновь появляется в документах, а именно в окладных книгах Рязанской Митрополии. В писцовой книге 1691—1693 годов дается первое подробное описание Воскресенского собора.
В 1703 году старый соборный Воскресенский храм сгорел, а его престол был перенесён в Архангельскую церковь, стоявшую рядом на Красной площади. Для чего на средства елецкого помещика, стольника Евсевия Бехтеева был построен каменно-деревянный храм, на втором деревянном этаже которого освящён Воскресенский престол. В двухэтажной Архангельско-Воскресенской церкви после этого стало 2 причта, которые долгое время были самостоятельными. С 1748 года стала именоваться Воскресенской с Архангельским приделом. В 1788 году прихожане получили разрешение на возведение новой каменной колокольни в три яруса, которая была окончательно выстроена к 1797 году.
После передачи функции собора Вознесенской церкви, храм Воскресения Христова стал одним из приходских, но навсегда остался для ельчан «старым собором».
К началу XX столетия одна из древнейших елецких церквей представляла собой двухэтажный, бесстолпный, трехчастный храм, нижний этаж которого, сложенный из блоков известняка, почти до окон уже врос в землю. В верхнем холодном этаже располагался престол во имя Воскресения Христова, в нижнем тёплом — во имя Архистратига Михаила.
В 1922 году из Воскресенской церкви изъяли ценности. В начале 1929 года советские власти в первый раз попытались закрыть храм, однако доказательств нарушения верующими условий договора не было обнаружено. Но уже в октябре 1929 года договор пользования был расторгнут. В 1931 году храм был разрушен. В 1940-х — начале 1950-х годов на месте алтаря Старого собора стоял памятник Сталину.
В 1996 году при сооружении памятника к 850-летию Ельца на Красной площади проводились археологические раскопки, во время которых была вскрыта центральная часть фундаментов Воскресенской церкви и несколько захоронений XVII—XVIII веков.